# Gründungsstatut der Woiwodschaft Schlesien

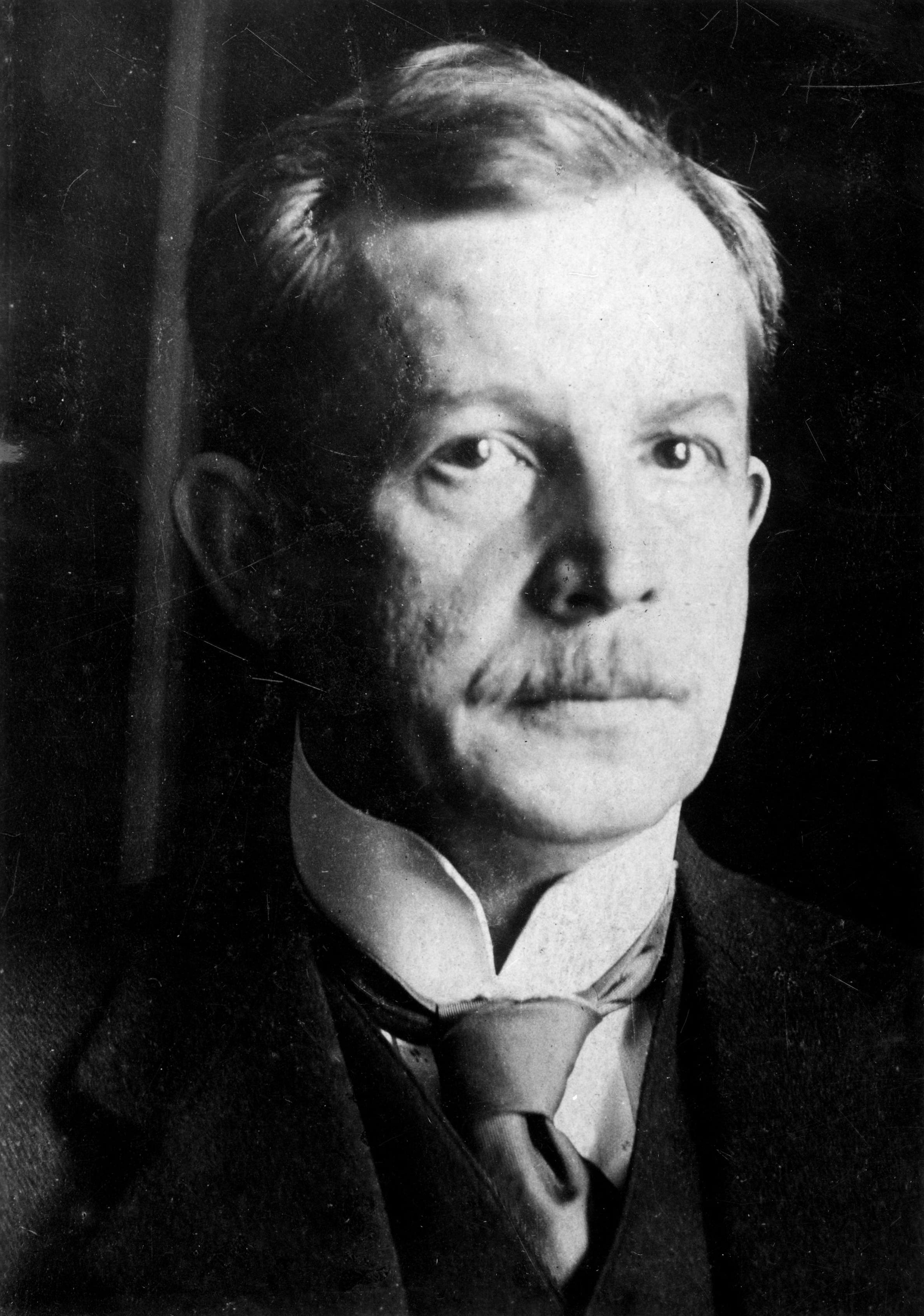
Wojciech Korfanty, Hauptinitiator der Gründungsstatuts

Das Gründungsstatut der Woiwodschaft Schlesien (Statut Organiczny Województwa Śląskiego), eigentlich Verfassungsstatut (Ustawa Konstytucyjna) vom 15. Juli 1920 wurde auf Initiative von Wojciech Korfanty von der Polnischen Verfassunggebenden Nationalversammlung (Sejm Ustawodawczy) beschlossen und stattete die Woiwodschaft Schlesien mit einer weitgehenden Autonomie aus. 
Das Statut enthielt grundsätzliche Richtlinien, Rechte und Pflichten der Woiwodschaft Schlesien innerhalb Polens.  Es regelte die Gründung des Schlesischen Parlaments (Schlesischer Sejm) mit 48 Sitzen, das seinerseits einen Woiwodschaftsrat berief und die Legislativgewalt innerhalb Schlesiens besaß. Die Außenpolitik und Militärangelegenheiten waren jedoch seiner Kompetenz entzogen und unterlagen dem Warschauer Parlament. Außerdem begründete das Statut den Schlesischen Fiskus, der 50 % der erhobenen Einnahmen einbehielt und die übrigen 50 % der Republik Polen zuführte.